# Cataguases (gemeente)
Cataguases is een gemeente in de Braziliaanse deelstaat Minas Gerais. De gemeente telt 66.261 inwoners (schatting 2022).

## Aangrenzende gemeenten
De gemeente grenst aan Dona Eusébia, Guidoval, Itamarati de Minas, Laranjal, Leopoldina, Miraí en Santana de Cataguases.